# Виљарика (вулкан)
Виљарика је један од најактивнијих вулкана Чилеа који се налази изнад истоименог језера и града. Виљарика на шпанском језику значи Место богатства. Најзападнији је од три велика стратовулкана који се пружају правцем северозапад-југоисток на планинском венцу Анда, дуж раседне зоне Моча-Виљарика. Заједно са Кветрупиљанеом и чилеанским делом вулкана Ланин, налазе се под заштитом државе као национални парк. Током лета је популарна туристичка атракција.
Виљарика је један од ретких вулкана на свету, који има језеро лаве у свом кратеру. Лава је мешовитог састава базалта и андезита. Има типичну стромболску ерупцију, са избацивањем усијаног пирокластичног материјала и лаве. Обилне кише, у комбинацији са отопљеним снегом и ледом планинских ледника, могу довести до појаве лахара, као што је био случај током ерупција 1964. и 1971. године.
Виљарика је један од девет вулкана из пројекта DECADE, који се бави прикупљањем информација о емисији угљен-диоксида и сумпор-диоксида.

## Географија и геологија
Виљарика лежи у Централној чилеанској долини као најзападнија од три велика стратовулкана. За разлику од Квертепиљане и Ланина, Виљарика је много активнија. Виљарика прекрива 400 km². Садржи вулканске пећине и око 26 купа. Константно дегасирање код језера лаве је повећало њен експлозивни потенцијал.
Вулкан је формиран током средњег плеистоцена, када је издигнута и велика купа, сличних димнезија данашњој. Пре 100.000 година током интерглацијала, једна ерупција довела је до урушавања купе и формирања простране калдере 6,5 са 4,2 km у обиму. Следећа глацијална фаза довела је до формирања слојева пирокластичног материјала, андезитске лаве и дацитних дајкова.
Вулканска купа се поново урушила услед снажне ерупције пре 13.700 година, правећи нову, мању калдеру.

## Ледници
Горњи део Виљарике је трајно прекривен снегом, а ледници захватају око 40 km². Највећи од свих је Пичиланкауе-Турбио који се налази на југоисточном делу. Пепео који излази због ерупција може да повећа аблацију снега и леда упијањем сунчевог зрачења. Неки слојеви пепела су дебљи од 5 cm што доводи до изолације глечера и смањења аблације.

## Туризам
Виљарика је популарна дестинација за пењаче и алпинисте од града Пукон, па све до вулканског кратера. Туристичко надлетање и разгледање вулкана из хеликоптера постоји од 2007. године, а током зимских месеци (јул-септембар), отворено је и скијалиште на северним обронцима.

## Историјат ерупција

### Ерупција 1964.
Током последње две недеље фебруара 1964. године, дошло је до избацивања лаве из вулкана и појаве мањих потреса. Првог mарта у 2:45 ујутру дошло је до стормболске ерупције вулкана Виљарика, што је натерало становнике оближњег места Коњарипе, на евакуацију у суседна брда. Топљење снега и леда са ледника Пичиланкауе-Турбио праћено обилним пљусковима, довело је до формирања бројних лахара. Услед ерупције и блатних токова, градић Коњарипе је озбиљно страдао.

### Ерупција 1971.
Током јутра 29. октобра 1971. године у 4.00 часа, дошло је до појаве неколико експлозија, праћених избијањем црног и белог дима из кратера. Месец дана касније, 29. новембра, Виљарика је почела нови циклус ерупције. Избачена је значајна количина пирокластичног материјала а снег који окружује кратер се истопио. После кратке паузе у активности, из новог отвора на североисточној страни, дошло је до избијања лаве и појаве лахара. Блатни токови затрпали су долину реке Транкура и угрозили бројна места попут Ел турбија, Курареве и др. Токсични сумпоровити гасови су узроковали су смрт најмање 15 људи у околини вулкана.

### Ерупција 2015.
Током 3. марта 2015. године Виљарика се поново активирала снажном ерупцијом, која је довела до проглашења црвеног нивоа упозорења за пречник од 10 km око вулкана. Ерупција је премашила висину вулкана, праћена снажном експлозијом, довела је до евакуације 3.385 људи у непосредној близини.
Све је почело 7. фебруара 2015. године, када су Национална служба за ванредне ситуације и Национална служба за геологију и рударство Чилеа прогласили жути ниво узбуне.примећене су мање експлозије и низак ниво емисије гасова. Десет дана касније, дошло је до још ерупција. Појачана вулканска активност, избацивање пепела и лаве наставило се до јула 2015. године.